# Droog scheren

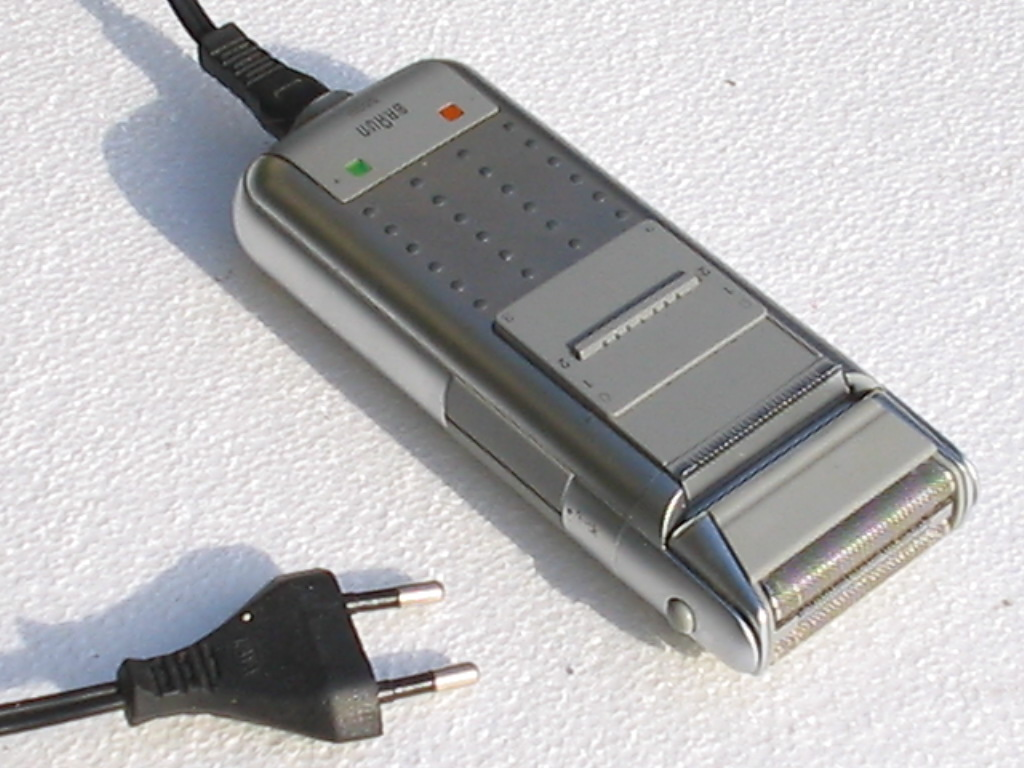
Een elektrisch scheerapparaat

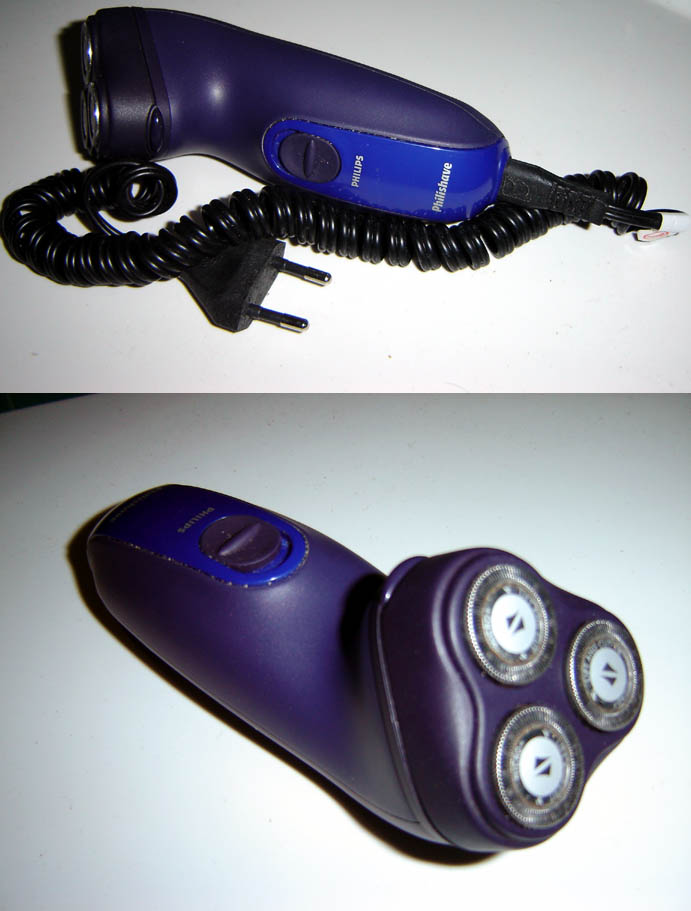
Een roterend elektrisch scheerapparaat

Droog scheren is scheren zonder het gebruik van water en zeep, derhalve meestal met een (elektrisch) scheerapparaat. Men kan in theorie ook met een scheermes droog scheren maar in de praktijk gebeurt dit niet omdat dit pijnlijk en omslachtig is en kan leiden tot wondjes en ingegroeide haren door het ontbreken van een glijmiddel tussen mes en huid.
Meestal wordt het door mannen gedaan, in het gezicht en rond de keel. Droog scheren wordt door vrouwen vaker onder de oksels, op de bikinilijn en op de benen toegepast. Een nadeel van droog scheren ten opzichte van nat scheren is het resultaat meestal minder is: stoppels blijven achter of ontstaan, als het haar na verloop van tijd weer groeit en boven de huid uitkomt. Het grote voordeel is dat droog scheren veel sneller is.
Een alternatief is nat scheren met een mes, of het rigoureuzer epileren of waxen. De laatste twee technieken worden vooral door vrouwen toegepast om stoppels te voorkomen.